# Томас Мітчелл (актор)
Томас Мітчелл (англ. Thomas Mitchell; 11 липня 1892 — 17 грудня 1962) — американський актор, драматург та сценарист. За довгу акторську кар'єру Мітчелл зіграв Джеральда О'Хару (батька Скарлетт в «Звіяних вітром»), доктора Буна в «Диліжансі» Джона Форда, і дядька Біллі в фільмі «Це дивовижне життя». Мітчелл був першою людиною, щоб здобула премії «Оскар», «Еммі» та «Тоні».
Володар премії «Оскар» 1940 року за найкращу чоловічу роль другого плану у фільмі «Диліжанс».

## Життєпис

### Ранні роки
Томас Мітчелл народився в родині ірландських іммігрантів, в місті Елізабет, штат Нью-Джерсі. Його батько і брат були газетними репортерами, і його племінник, Джеймс П. Мітчелл, пізніше був секретарем Дуайта Ейзенхауера, за часів його міністерства. Тож Томас також став журналістом по закінченні середньої школи Святого Патрика (Нью-Джерсі). Незабаром, однак, Мітчелл виявив, що любить писати гумористичні театральні сценки набагато більше, ніж журналістику. У 1927 році Мітчелл приєднався до клубу «The Lambs».

### Акторська кар'єра
Мітчелл став актором у 1913 році, дебютувавши у театральній компанії Чарлза Коберна. Однак навіть під час гри провідних ролей на Бродвеї в 1920-і роки Мітчелл буде продовжувати писати. Одна з п'єс я в співавторстві, «Маленька аварія», була в результаті тричі екранізована Голлівудом.
У 1923 році дебютував в кіно в невеликій ролі в картині «Шестициліндрове кохання».
Визначну роль у кар'єрі Мітчелла була роль Генрі Барнарда у фільмі Френка Капри «Втрачений горизонт» (1937). Після цієї ролі Томас Мітчелл став дуже затребуваний в Голлівуді. Того ж року він отримав номінацію на премію Американської кіноакадемії за роль у фільмі Джона Форда «Ураган».
Протягом наступних кількох років, Мітчелл з'явився в багатьох культових фільмах. Тільки у 1939 році він знявся у п'яти таких фільмах, зокрема «Диліжанс», «Містер Сміт вирушає до Вашингтона», «Звіяні вітром». Хоча в ті роки він, ймовірно, найбільш запам'ятався за роль батька Скарлет О'Хари в «Звіяних вітром», тріумфальною для нього стала роль у вестерні Джона Форда Диліжанс яка принесла йому премію «Оскар» в номінації «Найкращий актор другого плану». У своїй промові він пожартував: «Я не знав, що зіграв добре». Протягом 1940-х і 1950-х років, Мітчелл зіграв багато найрізноманітніших ролей, найкраще відомий глядачам сьогодні для як дядько Біллі в класичній різдвяній історії Капри Це дивовижне життя (1946) з Джеймсом Стюартом.
За свій внесок в кіноіндустрію і телебачення актор удостоєний двох зірок на Голлівудській алеї слави.

### Смерть
Мітчелл помер у віці сімдесяти років від перитонеальної мезотеліоми в Беверлі-Гіллз, штат Каліфорнія.

## Вибрана фільмографія
| Рік  |   | Українська назва                  | Оригінальна назва            | Роль                |
| ---- | - | --------------------------------- | ---------------------------- | ------------------- |
| 1936 | ф | Теодора божеволіє                 | Theodora Goes Wild           | Джед Вотербері      |
| 1937 | ф | Втрачений горизонт                | Lost Horizon                 | Генрі Барнард       |
| 1939 | ф | Диліжанс                          | Stagecoach                   | доктор Джозайя Бун  |
| 1939 | ф | Тільки в янголів є крила          | Only Angels Have Wings       | Кід Дуббо           |
| 1939 | ф | Містер Сміт вирушає до Вашингтона | Mr. Smith Goes to Washington | Діз Мур             |
| 1939 | ф | Звіяні вітром                     | Gone with the Wind           | Джеральд О'Хара     |
| 1940 | ф | Янголи над Бродвеєм               | Angels Over Broadway         | Джин Гіббонс        |
| 1940 | ф | Наше містечко                     | Our Town                     | доктор Гіббс        |
| 1942 | ф | Жанна Паризька                    | Joan of Paris                | отець Антуан        |
| 1943 | ф | Поза законом                      | The Outlaw                   | Пет Гарретт         |
| 1946 | ф | Це дивовижне життя                | It's a Wonderful Life        | дядько Біллі Бейлі  |
| 1952 | ф | Рівно опівдні                     | High Noon                    | Йонас Гендерсон     |
| 1961 | ф | Жменя чудес                       | Pocketful of Miracles        | Генрі «Суддя» Блейк |